# 阿诺涅圣马丹
阿诺涅圣马丹（法語：Hannogne-Saint-Martin，法語發音：[anɔɲ sɛ̃ maʁtɛ̃]）是法国大東部大區阿登省的一个市镇，属于沙勒维尔-梅济耶尔区。

## 地名
法语人名在日常人名译名以及《世界人名翻譯大辭典》、《法语姓名译名手册》等主流人名译名类书籍资料中多译作“马丁”，不过在《世界地名翻译大辞典》、《世界地名译名词典》和《法国地图册》等主流地名译名类书籍资料中多译作“马丹”。

## 地理
阿诺涅圣马丹（49°40'22"N, 4°49'52"E）面积4.71 平方千米，位于法国大東部大區阿登省，该省份为法国北部内陆省份，西接埃纳省，南至马恩省，东临默兹省，北与比利时接壤。
与阿诺涅圣马丹接壤的市镇（或旧市镇、城区）包括：栋勒梅尼勒、圣艾尼昂、萨波涅和弗谢尔、巴尔河畔维莱。
阿诺涅圣马丹的时区为UTC+01:00、UTC+02:00（夏令时）。

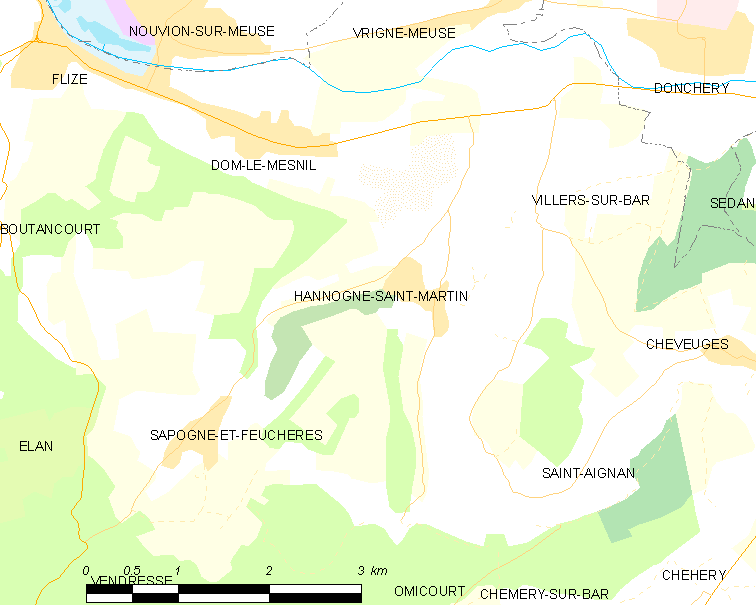
阿诺涅圣马丹的OSM定位图

## 行政
阿诺涅圣马丹的邮政编码为08160，INSEE市镇编码为08209。

## 政治
阿诺涅圣马丹所属的省级选区为默兹河畔努维永县。

## 人口

1962-2008年间阿诺涅圣马丹人口变化图示

阿诺涅圣马丹于2022年1月1日时的人口数量为439人。